# Oscar Karlén
Oscar Joakim Karlén, född 12 november 1882 i Väddö socken, död 29 mars 1961 i Stockholm, var en svensk möbelsnickare och fackföreningsman.
Oscar Karlén var son till rättaren på Väddö Carl Erik Andersson, och efter genomgången folkskola började han arbeta inom jordbruket. Efter anställning som trädgårdselev vid herrgården Åsbergby i Östuna socken i Uppland kom han som 17-åring till Stockholm där han fick arbete vid en trädgård utanför Norrtull som tillhörde en äldre broder. Arbetet betalade dåligt och han började därför samma år som lärling vid en snickeriverkstad i Stockholm. Efter genomgången lärotid arbetade han vid flera olika snickeriverkstäder i Stockholm och deltog bland annat i arbetet med inredningen av det nya NK-huset. 1900 anslöt sig Oscar Karlén till möbelsnickarnas fackförening och kom genom sitt engagemang och sin talförhet att snart få förtroendeuppdrag. 1910-1912 var han ledamot av styrelsen för Svenska träarbetareförbundets avdelning 1, 1910-1912 dess ordförande, och 1913-1923 ledamot av styrelsen för Svenska träarbetareförbundet, och 1915-1923 förbundets sekreterare. Sedan han blivit träarbetareförbundets sekreterare erhöll han en heltidstjänst och slutade därmed sitt arbete som möbelsnickare. Då förbundet 1923 delades i Svenska byggnadsträarbetareförbundet och Svenska träindustriarbetareförbundet blev Karlén ordförande för det senare förbundet, en post han innehade till 1948.
Karlén var även 1915-1931 ledamot av LO:s representantskap, ledamot av styrelsen för Social-Demokraten (från 1944 Morgon-Tidningen) 1917-1950 varav 1927-1935 som ordförande, ledamot av landssekretariatet 1932-1946, ledamot av arbetsdomstolen 1935-1948, av Statens byggnadslånebyrå 1935-1946, ledamot av Arbetsmarknadsnämnden 1940-1945 och ledamot av kommittén förande meritberäkning för värnpliktstjänst 1942-1943.